# Fårevejle Kirke
Fårevejle Kirke er en kirke i Fårevejle Kirkeby på Nordvestsjælland. Den står på en ås med stejle skrænter til alle sider på den nordlige side af Nordkanalen omkring den tørlagte Lammefjord.
Kirken er særligt kendt for at være hvilested for Jarlen af Bothwell
Også bl.a. amtmand Herman Løvenskiold er begravet ved kirken.